# Río Bartang
El río Bartang es un largo río del Asia Central que forma parte del curso alto del río Amu Daria y atraviesa, de este a oeste, la provincia autónoma del Alto Badajshán, en la zona suroriental de Tayikistán. Parte de su curso se encuentra en el Parque nacional Tayiko. Está compuesto en su mayor parte por aguas provenientes de glaciares.

## Características generales
El río Bartang nace de la confluencia de los ríos Murgab (en tayiko: Мурғоб; en persa: مرغاب‎, literalmente 'río de los pájaros', también conocido como Murghob, Murgob o Murgab, del ruso, Мургаб) y Kudara. En su zona media también es conocido como río Aksu ('agua blanca'). Tras un terremoto en 1911, se formó en su curso el lago Sarez, tras un gran deslizamiento de tierras que formó la presa natural de Usoi. Recorre de oriente a occidente la cordillera del Pamir durante 132 km hasta desembocar en el río Panj, en la frontera con Afganistán. 